# Девід Хаддлстон
Девід Хаддлстон (англ. David Huddleston; 17 вересня 1930 — 2 серпня 2016) — американський актор. Номінант премії «Еммі». Відомий ролями у фільмах «Виблискуючі сідла», «Борці зі злочинністю», «Великий Лебовські».

## Біографія

### Ранні роки
Хаддлстон народився у місті Вінтон (Вірджинія) у сім'ї вчительки Ісмай Хоуп та монтажника Льюїса Мелвін Хаддлстона. Мав старшого на п'ять років брата Льюїса Уеслі Хаддлстона. Через Велику депресію Девід та його сім'я жили у бідності: вони не мали ані світла, ані води, ані достатньо коштів на гідне життя. Але не дивлячись на скрутне становище, Девід постійно виступав та організовував вистави у місцевому театрі. У 18 уроків він пішов навчатися у військову академію Форк-Юніон (закінчив аспірантуру у 1949 року), де він вказав Вілламонт (штат Вірджинія) своїм рідним містом, а також відзначився званням успішного випускника академії. Після закінчення академії він чотири роки був офіцером-механіком у ВПС Сполучених Штатів, але пізніше вирішив отримати формальну акторську освіту в Американській академії драматичного мистецтва, Нью-Йорк.

### Акторська кар'єра
Майже одразу після закінчення він розпочав свою кар'єру виступаючи в гастрольних трупах мюзиклів і вистав. Він почав пробиватися в кіно в 1970-х роках, знімаючись разом Джоном Уейном в «Ріо Лобо» (1970), з Джеймсом Стюартом в «Параді дурнів» (1971) і Грегорі Пеком в «Біллі - два капелюха» (1973). За роль злісного ватажка банди з гарним почуттям гумору у фільмі «Погана компанія» (1972), Хаддлстон отримав багато похвал критиків, але брак касових зборів фільму не сприяв його розвитку його кар'єри.
Також впродовж своєї кар'єри Девід Хаддлстон знявся у багатьох відомих фільмах та телесеріалах: «Petrocelli», «Виблискуючі сідла», «The Klansman», «Борці зі злочинністю», «Santa Claus: The Movie», «Завжди готові», «Великий Лебовскі».

### Останні роки
2 серпня 2016 року Хаддлстон помер від хвороби серця та нирок у Санта-Фе, Нью-Мексико, у віці 85 років.

## Особисте життя
Девід Хаддлостон був тричі одружений. Його перший шлюб з Роуз Мері Петрілло був розірваний у 1951 році. Після цього Девід одружився з Керол Енн Суорт, з якою у нього народився син Майкл Хаддлстон. Шлюб Джека та Керол тривав до 1987 року, коли Керол померла. Після її смерті Джек одружився з Сарою Корнелією Кеппе, з якою прожив до своєї смерті у 2016 році.

## Фільмографія
| Рік  | Назва                                                  | Роль                                               |
| ---- | ------------------------------------------------------ | -------------------------------------------------- |
| 1963 | All the Way Home                                       | Невелика роль (без зазначення в титрах)            |
| 1964 | Black Like Me                                          |                                                    |
| 1968 | A Lovely Way to Die                                    | Чоловік у барі (без зазначення в титрах)           |
| 1969 | Раби                                                   | Голланд                                            |
| 1970 | WUSA                                                   | Сильний чоловік (без зазначення в титрах)          |
| 1970 | Norwood                                                | Дядько Лонні                                       |
| 1970 | Ріо Лобо                                               | Доктор Джонс                                       |
| 1971 | Fools' Parade                                          | Гомер Гріндстафф                                   |
| 1971 | Something Big                                          | Малахі Мортон                                      |
| 1971 | Brian's Song (телевізійний фільм)                      | Ед МакКаскі                                        |
| 1971 | The Homecoming, A Christmas Story (телевізійний фільм) | Шериф Еп Бріджес                                   |
| 1972 | Погана компанія                                        | Великий Джо                                        |
| 1973 | Country Blue                                           | Ангус Вейджес                                      |
| 1974 | McQ                                                    | Пінкі                                              |
| 1974 | Heatwave! (телевізійний фільм)                         | Арнольд Бреді                                      |
| 1974 | Blazing Saddles                                        | Олсон Джонсон                                      |
| 1974 | Біллі - два капелюха                                   | Копленд                                            |
| 1974 | Nightmare Honeymoon                                    | Піт Керрол                                         |
| 1974 | The Klansman                                           | Мер Гарді Рідл                                     |
| 1975 | Перевал Брейкхарт                                      | Доктор Моліне                                      |
| 1976 | Sherlock Holmes in New York (телевізійний фільм)       | Інспектор Лафферті                                 |
| 1977 | Борці зі злочинністю                                   | Капітан МакБрайд                                   |
| 1977 | The Greatest                                           | Крукшанк                                           |
| 1977 | Козерог один                                           | Конгресмен Холліс Пікер                            |
| 1977 | The World's Greatest Lover                             | Власник пекарні                                    |
| 1978 | Zero to Sixty                                          | Гарольд Фінч                                       |
| 1980 | Gorp                                                   | Морж Воллман                                       |
| 1980 | Smokey and the Bandit II                               | Джон Конн                                          |
| 1983 | The Act                                                | Коркі                                              |
| 1983 | Завжди готові                                          | Тайгер                                             |
| 1985 | Finnegan Begin Again (телевізійний фільм)              | Джек Арчер                                         |
| 1985 | Santa Claus: The Movie                                 | Санта-Клаус                                        |
| 1988 | Несамовитий                                            | Пітер                                              |
| 1988 | The Tracker (телевізійний фільм)                       | Лейн Кроуфорд                                      |
| 1993 | Life with Mikey                                        | Містер Коркоран                                    |
| 1994 | Cultivating Charlie                                    | Ед Тандертранк                                     |
| 1995 | Something to Talk About                                | Джек 'Mad Dog' Пірс (без зазначення в титрах)      |
| 1996 | Joe's Apartment                                        | П. І. Сміт                                         |
| 1997 | The Man Next Door                                      | Шериф Довкінс                                      |
| 1998 | The Big Lebowski                                       | Великий Лебовськи                                  |
| 2000 | G-Men from Hell                                        | Доктор Бойфорд                                     |
| 2000 | О, де ж ти, брате?                                     | TBA                                                |
| 2005 | The Producers                                          | Суддя                                              |
| 2007 | Постал                                                 | Пітер                                              |
| 2009 | Saving Grace B. Jones                                  | Радіо-ведучий (голос)                              |
| 2009 | Locker 13                                              | Флойд (сегмент «story #2») (остання роль у фільмі) |

### Телесеріали
| Рік        | Назва                                                                         | Роль                             |
| ---------- | ----------------------------------------------------------------------------- | -------------------------------- |
| 1969       | Adam-12 — епізод — Log 63: Baby                                               | станційний працівник             |
| 1969       | Then Came Bronson — епізод — Your Love Is Like a Demolition Derby in My Heart | Ведмідь Гудсон                   |
| 1970       | Bewitched — епізод — Samantha's Pet Warlock                                   | доглядач притулку для собак      |
| 1971       | Bewitched — епізод — Out of the Mouths of Babes                               | Шон Фланаган                     |
| 1971       | Bonanza — епізод — Bushwacked                                                 | Док Скаллі                       |
| 1971       | Cannon — епізод — Country Blues                                               | Джиммі Вінтерс                   |
| 1971       | Bewitched — епізод — The Return of Darrin the Bold                            | Дейв                             |
| 1971       | McMillan & Wife — епізод — Murder by the Barrel                               | Пайлент                          |
| 1971       | Gunsmoke — епізод — Lavery                                                    | Арно                             |
| 1971       | Ironside — епізод — The Priest Killer                                         | Гаррісон Девіс                   |
| 1972       | Bonanza — епізод — The Hidden Enemy                                           | Майлз Джонсон                    |
| 1972       | The Waltons — епізод — The Literary Man                                       | Ей Джей Ковінгтон                |
| 1973       | The New Dick Van Dyke Show — епізод — He Who Steals My Friends                | Гордон                           |
| 1973       | Tenafly — епізод — The Cash and Carry Caper                                   |                                  |
| 1973       | Tenafly — епізод — Pilot                                                      | лейтенант Сем Черч               |
| 1973       | The New Perry Mason — епізод — The Case of the Deadly Deeds                   | Стівен Елдер                     |
| 1973       | Hawkins — епізод — Death and the Maiden                                       | Джозеф Харрелсон                 |
| 1973       | Kung Fu — епізод — The Salamander                                             | Натаніель                        |
| 1973       | Gunsmoke — епізод — The Widowmaker                                            | Дед Гудпастор                    |
| 1974       | The Mary Tyler Moore Show — епізод — What Are Friends For?                    | Фредді                           |
| 1974       | The Snoop Sisters — епізод — A Black Day for Bluebeard                        | Арвін Шенкс                      |
| 1974       | Gunsmoke — епізод — In Performance of Duty                                    | Еммет                            |
| 1974       | Gunsmoke — епізод — The Disciple                                              | Аса                              |
| 1974       | Ironside — епізод — Come Eleven, Come Twelve                                  | Смітерс                          |
| 1974       | Paper Moon — епізод — Impostor                                                | шериф                            |
| 1974–1976  | Petrocelli — 9 епізодів                                                       | лейтенант Понс                   |
| 1975       | The Rockford Files — епізод — The Reincarnation of Angie                      | Шерм                             |
| 1975       | Police Woman — епізод — The Purge                                             | Мілтон Брукс                     |
| 1975       | Emergency! — епізод — 905-Wild                                                | Барні 'Док' Кулідж               |
| 1975       | Kung Fu — епізод — One Step to Darkness                                       | Шелбі Крос                       |
| 1976       | Barnaby Jones — епізод — Jules Takes a Partner                                | Доктор Майкл Харріган            |
| 1976       | Once an Eagle — міні-серіал                                                   | Ерл Прайс                        |
| 1976       | Spencer's Pilots — епізод — The Explosives                                    | Віллі Хант                       |
| 1976       | Charlie's Angels — епізод — Angels in Chains                                  | шериф Клінт                      |
| 1976       | Hawaii Five-O — епізод — Love Thy Neighbor, Take His Wife                     | Вінсент Роудс                    |
| 1976       | Sanford and Son — епізоди — The Hawaiian Connection: Parts 1 & 2              | перший поліцейський              |
| 1977       | Barnaby Jones — епізод — Copy-Cat Killing                                     | шериф Роланд Г. Бредден          |
| 1977       | The Kallikaks — ситком                                                        | Джаспер Т. Каллікак              |
| 1977–1978  | How the West Was Won — міні-серіал — епізоди — #1.1- #1.4                     | Крісті Джадсон                   |
| 1979       | Vega$ — епізод — Mixed Blessings                                              | Даймонд Джим О'Ніл               |
| 1980       | Benson — ситком — сезон перший, епізод 20                                     | Старий Гатлінг                   |
| 1982       | Trapper John, M.D. — епізод — Truth and Consequences: Parts 1 & 2             | Воллес Сартіс                    |
| 1985       | Magnum, P.I. — епізод — Going Home                                            | Френк Петерсон                   |
| 1986       | Blacke's Magic — епізод — Breathing Room — Pilot                              | Едгар Шерідан                    |
| 1987       | J.J. Starbuck — епізод — Pilot                                                | Буллетс                          |
| 1990       | Columbo — епізод — Columbo Cries Wolf                                         | Мер                              |
| 1990       | Murder, She Wrote — епізод — Good-Bye Charlie                                 | шериф Ед Тен Ейк                 |
| 1990–1992  | The Wonder Years — 4 епізоди                                                  | Дідусь Арнольд                   |
| 1992       | Lucky Luke — епізод                                                           | Бен Ландон                       |
| 1991       | In a Child's Name — міні-серіал                                               | Зак Тейлор                       |
| 1994       | Star Trek: The Next Generation — епізод — Emergence                           | Кондуктор                        |
| 1994       | Walker, Texas Ranger — епізод — The Road to Black Bayou                       | Ферріс Клейтон                   |
| 1998       | The Great Christmas Movies — телевізійний фільм-документальний                | Себе                             |
| 2000       | The West Wing — епізод — Lies, Damn Lies and Statistics                       | сенатор Макс Лобелл, R           |
| 2000, 2001 | Gilmore Girls — 2 епізоди                                                     | мер Гаррі Портер                 |
| 2002       | The West Wing — епізод — Posse Comitatus                                      | сенатор Макс Лобелл, R           |
| 2005       | Best Ever Christmas Films — телевізійний фільм-документальний                 | Себе                             |
| 2007       | Andy Barker, P.I. — епізод — Dial M for Laptop                                | Джордж Бендер                    |
| 2007       | Jericho                                                                       | мер Ерік Грін (лише у флешбеках) |
| 2009       | It's Always Sunny in Philadelphia — епізод — A Very Sunny Christmas           | Юджин Гамільтон                  |
| 2001       | Gilmore Girls — епізод — Star-Crossed Lovers and Other Strangers              | мер Гаррі Портер                 |

## Нагороди
Під час 20-тої щорічної церемонії вручення премії «Золотий черевик» був нагороджений цією премією.